# 와칼리우드
와칼리우드(Wakaliwood)는 우간다의 수도인 캄팔라의 빈민가인 와칼리가(Wakaliga)에서 영화 산업이 발달한 별명이다. 라몬 필름 프로덕션은 영화 제작사이며 주요 감독은 아이작 나브와나다. 그의 영화에서 불필요한 그래픽 폭력 영화도 만들고, 우간다의 타란티노는 호출된 사람이다. 와칼리우드(Wakaliwood)는 후 킬드 캡틴 알렉스?와 같은 극도로 폭력적인 영화인 200달러의 것으로 추정되는 초 저예산으로 가장 잘 알려져 있다. 후 킬드 캡틴 알렉스?는 우간다의 최초 영화고 테바투싸쑬라 2: 에볼라는 제작중이다.

## 역사
아이작 나브와나가 2005년에 설립하였다. 알란 호프마니스가 후 킬드 캡틴 알렉스? 트레일러를 본 영화 프로듀서이다. 유튜브의 아이작 나브와나 스튜디오로 여행하여 스튜디오에서 다큐멘터리를 제작했다. 스튜디오는 논평자가 할리우드의 초기와 비교한 DIY 부속에서 소품 및 JIBS를 만든다.
우간다에서 관객은 영상 홀로 이동 된 VJ가 대화를 번역하고 자신의 해설을 추가, 장편 영화를 통해 해설과 같은 VJ의 해설 저예산 영화 제작인 컬트 영화를 제작한다.
배드 블랙(Bad Black)은 2017년 시애틀 국제 영화제(Seattle International Film Festival)에서 비평가이자 관객이 가장 좋아하는 영화였다. 이 영화는 축제 마지막 날에 앙코르 프레젠테이션을 통해 총 상영 횟수를 4회로 늘렸다. 감독과 시애틀 청중 질문 및 답변 세션은 스카이프(Skype)에 있었다.

## 영화 목록
- 발렌타인: 사타닉 데이(영어: Valentine: Satanic Day) (2010)[7]
- 테바투싸쑬라(영어: Tebaatusasula) (2010) - 예고편만 남아있다. 유실 영화이다.
- 후 킬드 캡틴 알렉스?(영어: Who Killed Captain Alex?) (2010) - 우간다 최초의 액션 영화다. 2015년 유튜브에 공개되었다.
- 리턴즈 오브 엉클리 베논(영어: Return of Uncle Benon) (2011) - 액션 영화다.
- 레스큐 팀(영어: Rescue Team) (2011) - 액션 영화. 브루스 파이(Bruce Pai)라는 한국계가 나온다. 국적은 불명이다.
- 바쿤자 테쿤자 미티: 더 캐니벌(영어: Bukunja Tekunja Mitti: The Cannibals) (2012) - 우간다 최초의 공포 영화다.
- 블랙: 더 모스트 C.I.D. 원티드(영어: Black: The Most C.I.D. Wanted) (2012)
- 더 크레이지 월드: 와카 스타즈 무비(영어: The Crazy World: A Waka Starz Movie) (2015)
- 바쿤자 테쿤자 미티: 더 캐니벌(영어: Bukunja Tekunja Mitti: The Cannibals) (2015) - 우간다의 공포 영화다.
- 더 리벤지(영어: The Revenge) (2015)
- 어택 온 녜게녜게 아일랜드(영어: Attack on Nyege Nyege Island) (2016) - 한글자막 추가 확정이다.
- 배드 블랙(영어: Bad Black) (2016) - 액션 영화. 2017년 제21회 부천국제판타스틱영화제에서 우간다 액션 영화인 배드 블랙을 공개했다. GV도 있었는데 감독이 아닌 프로듀서가 나왔다. 시애틀 국제 영화제에서 비평가이자 관광객들이 좋아하는 영화다. 2017년 유튜브에 오프닝 씬을 공개했다. 2019년 유튜브에 공개되었다.
- 원스 아 소자 (아구비리 더 게이트맨)(영어: Once a Soja (Agubiri The Gateman)) (2017)
- 더 아이보리 트랩(영어: The Ivory Trap) (2017)
- 카피타노(영어: Kapitano) (2018)
- 크레이지 월드(영어: Crazy World) (2019)
- 천국은 불타리라 - 근절(영어: Heaven Shall Burn - "Eradicate") (2020)
- 오퍼레이션 카콘골로! 더 우간다 익스펜더블(영어: Operation Kakongoliro! The Ugandan Expendables) (다가오는중)
- 이튼 얼라이브 인 우간다(영어: Eaten Alive in Uganda) (다가오는중)
- 테바투싸쑬라 2: 에볼라(영어: Tebaatusasula 2: Ebola) (다가오는중)
- 리벤지 2(영어: Revenge 2) (다가오는중)
- 플랜 9 프롬 우간다(영어: Plan 9 From Uganda) (제목일)
- 베논(영어: Benon) (알 수 없는 날짜)
- 이찌니 키알로(영어: Ejjini Kyaalo) (알 수 없는 날짜)
- 이찌니 라이 트웨트웨(영어: Ejjini Lye Ntwetwe) (알 수 없는 날짜)
- 주바: 더 스네이크 걸(영어: Juba: The Snake Girl) (알 수 없는 날짜)
- 나이트 댄서: 퓨얼드 바이 미트, 드라이번 바이 블러드(영어: Night Dancers: Fueled by Meat, Driven by Blood) (알 수 없는 날짜)

## 참고 사항
- 우간다의 영화

## 같이 보기
- 우간다 영화